# Parc national Torotoro
Le parc national Torotoro est situé en Bolivie, dans le département de Potosi, au sud-est de la ville de Cochabamba. Sa superficie est de 165,70 km2. Il a été créé le 26 juillet 1989.

## Galerie

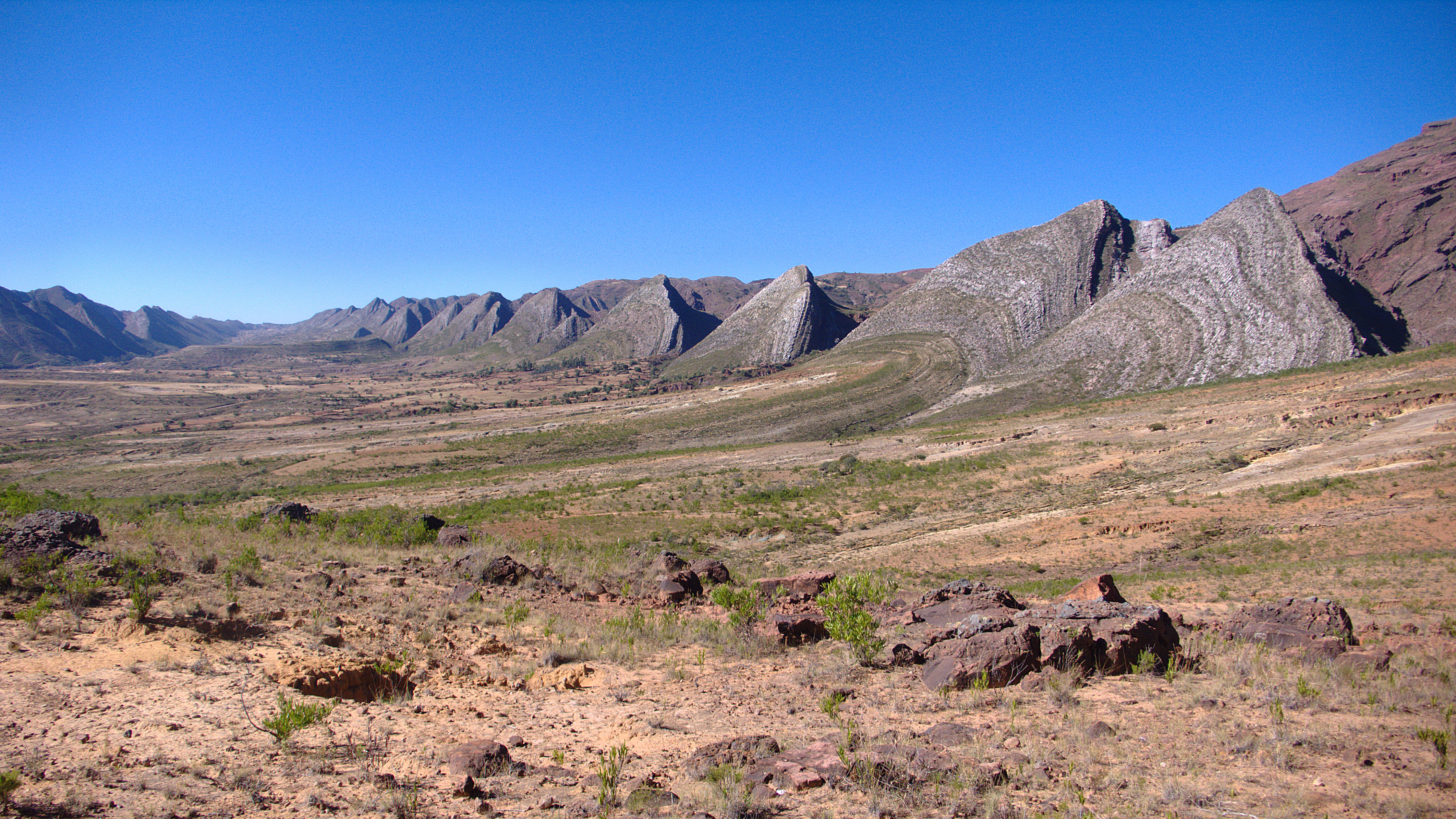
Vue depuis la route vers la grotte de Umajalanta
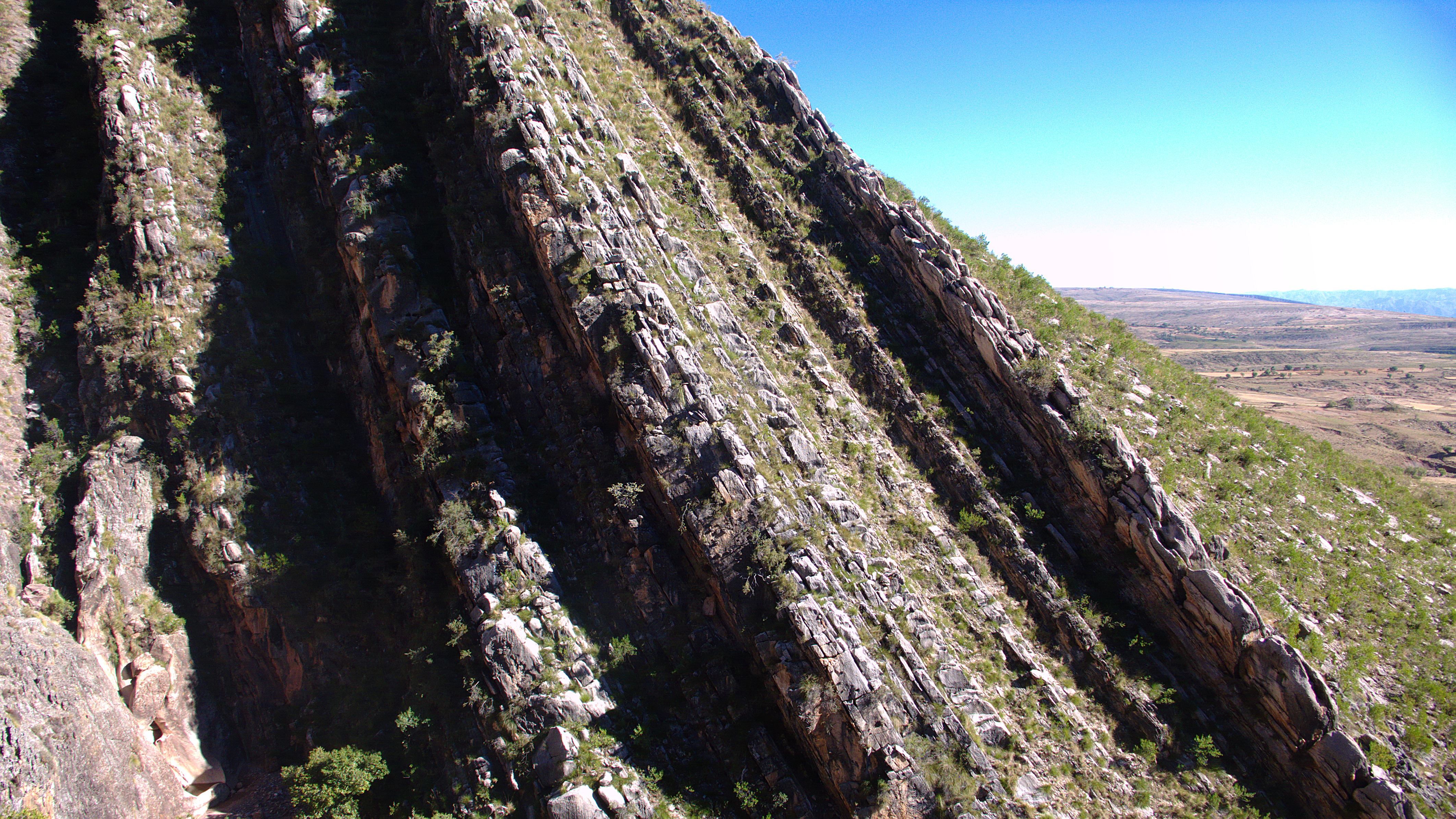
Siete Vueltas